# ندا چملانیان
ندا چملانیان (زاده ۱۶ اسفند ۱۳۷۲، اصفهان) بازیکن تیم ملی والیبال زنان ایران است.

## زندگی‌نامه
چملانیان بازیکن پشت خط‌زن  تیم والیبال زنان سایپا تهران است. وی همسر دانیال اسماعیلی‌فر بازیکن باشگاه فوتبال تراکتور است. چملانیان سابقه بازی در تیم‌های ذوب‌آهن و بانک سرمایه هم دارد. تحصیلات وی کارشناسی تربیت بدنی است. او سابقهٔ عضویت در تیم‌های ملی نوجوان، جوانان، کاپیتان سابق تیم ملی جوانان، امید و بزرگسال والیبال بانوان را دارد. او سابقه عنوان سومی در رقابت‌های دانش‌آموزی آسیا، عنوان ششمی در جام باشگاه‌های آسیا، پنج سال قهرمانی لیگ اصفهان، شش مقام قهرمانی و پنج نایب قهرمانی با تیم ذوب‌آهن و یک قهرمانی با تیم سایپا در لیگ برتر،لیگ والیبال زنان ایران عنوان برترین بازیکن سال ۹۶ لیگ برتر والیبال بانوان ایران،  نایب قهرمان تورنمت مجارستان با تیم ملی ایران را دارد. وی در سال ۱۳۹۸ به همراه تیم ملی بزرگسالان قهرمان تورنمنت کرواسی شد. وی به همراه تیم ملی به مقام هفتمی جام ملت‌های آسیا در سال ۲۰۱۹ دست یافت. وی در پست پشت خط‌زن بازی می‌کند.

## افتخارات ورزشی
نایب قهرمان: تورنمنت مجارستان (به همراه تیم ملی والیبال)
قهرمان: تورنمنت کرواسی (به همراه تیم ملی والیبال)
لیگ برتر والیبال کشور:
- قهرمان: لیگ ۱۳۹۷ (به همراه ذوب‌آهن اصفهان)[۱۹][۲۰]
- قهرمان: لیگ ۱۳۹۸ (به همراه ساپیا)